# Ida Ehre
Profesor Ida Ehre (ur. 9 lipca 1900 w Przerowie, zm. 16 lutego 1989 w Hamburgu) – czesko-austriacko-niemiecka aktorka i reżyser teatralna.
Była córką chazana. Jej debiut aktorski przypadł w 1919 w Bielitz. W 1930 przeniosła występy do Berlina, trzy lata później otrzymała jednak zakaz wykonywania zawodu, gdyż była Żydówką. II wojnę światową spędziła w Hamburgu, po jej zakończeniu żyła w Republice Federalnej Niemiec. Od grudnia 1945 kontynuowała udzielanie się w teatrze, m.in. jako kierowniczka koncertów kameralnych w Hamburgu (10 grudnia tego roku otworzyła teatr Hamburger Kammerspiele i wystawiła w nim sztukę Amerykanina Roberta Ardreya Leuchtfeuter, dotychczas cenzurowaną). W 1971 wchodziła w skład jury 21. Międzynarodowego Festiwalu Filmowego w Berlinie. W 1985 została honorowym obywatelem Hamburga. Popierała powstanie Teatru Scena Polska Hamburg.